# Klarion
Klarion (Klarion the Witch Boy) il cui vero nome è Klarion Bleak, è un personaggio dei fumetti creato da Jack Kirby nel 1973, pubblicato dalla DC Comics.

## Biografia
Klarion è un giovane praticante delle arti oscure che originariamente proveniva da un reame sovradimensionale dove tutti conoscevano in qualche modo la magia nera. Essendo un bambino, però, era costantemente sotto il controllo degli adulti, che gli ordinavano come usare e non usare i suoi poteri; riuscì poi ad aprire un varco per l'universo fisico, e decise di entrarci insieme al suo gatto Teekl.
Durante la sua permanenza sulla Terra è entrato spesso in conflitto con Etrigan, che ha cercato diverse volte di rispedirlo nella sua dimensione di origine. Tra i due scoppiò una rivalità e le loro battaglie spesso si riducevano a una competizione di abilità magiche. Oltre a Etrigan, Klarion ha anche incrociato la strada con Wonder Woman (la cui allora amica e compagna di stanza Etta Candy è stata mandata all'Inferno da lui), Flash, Batman, Chase e Superboy.
Non solo Klarion può  usare la sua magia per provocare il caos, ma il suo gatto, Teekl, può assumere una forma mannara sotto la sua direzione. Ciò le garantisce una maggiore agilità e forza, oltre ad aumentare la sua già feroce personalità.
Klarion ha svolto un ruolo significativo nell'evento del 2000 Young Justice: Sins of Youth, in cui è stato coinvolto in un complotto dell'Agenda per rivoltare il pubblico contro la comunità metaumana, prendendo di mira i supereroi giovanili come l'anello più debole della catena. Ha aumentato la sfiducia e la confusione in una manifestazione per giovani eroi, lanciando un incantesimo che ha trasformato gli eroi adolescenti presenti in adulti e gli eroi adulti che osservavano la manifestazione in adolescenti.
La versione di David di Klarion è apparsa anche in Young Justice n. 20 di luglio-giugno 2000 - "Time Out" e n. 21 "Young, Just Us Too". In questi numeri, ha espresso un sentimento di solitudine dopo aver trasformato vari cattivi in bambini durante la trama di "Sins of Youth" e desiderava un compagno di giochi della sua stessa età. Kid Lobo è tornato per attaccare Klarion e chiedere a Klarion di riportarlo alla sua età normale. Scoppia una massiccia lotta tra Klarion, Lobo e Young Justice, che Klarion sembra apprezzare ma alla fine Klarion si sente ancora "incompleto". Alla fine del numero 21, Ariella Kent, Supergirl dell'853esimo secolo, si schianta davanti allo Stregone e i due diventano subito amici.
Nel 2005 è apparsa una nuova versione di Klarion in una propria miniserie all'interno del progetto Sette Soldati della Vittoria di Grant Morrison. Morrison ha descritto questo personaggio come un ritorno alla versione originale di Kirby con alcuni aggiornamenti, incluso il ritorno dell'aspetto generale originale di Klarion e un allontanamento dalla versione di Peter David.
Questa versione di Klarion è un abitante di una comunità sotterranea nota come Limbo Town, abitata dalle streghe puritane discendenti della popolazione perduta di Roanoke. Limbo Town si trova in realtà sotto il sistema della metropolitana di New York. Essendo un tipo ribelle, Klarion si scontra con Submissionary Judah, il capo religioso e difensore della città. Klarion tenta di andarsene,  e nei tunnel sotto New York incontra uno stregone di Limbo Town chiamato Ebeneezer Badde. Badde cerca di disinnescare l'entusiasmo di Klarion per il mondo esterno e in seguito tradisce lo Stregone, quasi vendendolo come schiavo. La sua coscienza lo spinge ad aiutare Klarion all'ultimo minuto, ma questi permette a Badde di essere ucciso. Sebbene non sia direttamente citato nella storia, si ipotizza che Badde possa in realtà essere il padre scomparso di Klarion, Mordecai.
Alla fine, Klarion arriva nel mondo sopra, e viene intrappolato dal misterioso Mr. Melmoth (lo Sheeda-King che ha generato il popolo di Limbo Town secoli fa con le donne della colonia di Roanoke). Melmoth lo incoraggia a unirsi a una banda di giovani super delinquenti. Questi bambini, insieme a Klarion, usano i loro poteri per rubare un'enorme macchina da scavo da un museo di supereroi di New York che, all'insaputa di Klarion, Melmoth intende utilizzare per saccheggiare Limbo Town.
Quando Teekl vede Melmoth spingere un membro della banda attraverso un portale verso "il luogo rosso", Klarion racconta al resto del gruppo della sua malvagità, poi li abbandona.
Nonostante voglia continuare le sue avventure sulla superficie terrestre, Klarion torna a Limbo Town. Lì, i cittadini cercano di bruciarlo sul rogo per blasfemia, ma l'arrivo di Melmoth e dei suoi scagnozzi convince i cittadini a non farlo. Klarion lancia l'allarme, poi incontra il morente Judah, che passa il titolo a Klarion ora che tutti gli altri sono morti. Con questo arriva la capacità di diventare l'Horigal (in realtà una forma gestalt dei Sottomessi e dei loro famigli), e Klarion uccide prontamente i teppisti e paralizza Melmoth, che giura di tornare dopo la Mietitura.
Successivamente, Klarion rifiuta l'offerta di sua madre di sostituire Judah come leader di Limbo Town, dicendo: "Vorrei essere molte cose prima di morire, Madre. Oggi ... Oggi sarò un soldato".
In Seven Soldiers # 1, Klarion ha tradito la lotta contro gli Sheeda quando ha acquisito la versione completa di Croatoan, una potente macchina creata dai Nuovi Dei per l'ibrido Nuovo Dio-Neanderthal Aurakles, sotto forma di un paio di dadi (in lingua Sheeda si chiama "Scatola padre"). Ha quindi preso il controllo di Frankenstein e ha chiesto a Frankenstein di portarlo a Sheeda-Side, dove ora ha un potere incredibile.
Klarion è apparso anche in Infinite Crisis # 6 insieme a molti altri membri della comunità mistica della DC, un'apparizione che, secondo Grant Morrison, ha luogo dopo Seven Soldiers.
Klarion è apparso in Robin # 157–158 di gennaio-febbraio 2007 . In questa storia, ha incontrato Robin mentre inseguiva un altro abitante di Limbo Town a Gotham City. Sembra che la versione precedente di Klarion e Teekl sia stata completamente cancellata dal DCU, poiché Robin non ha memoria di nessuno con quel nome al primo incontro con Klarion. Inoltre, Klarion definisce Robin un amico ed un eroe alla fine della storia. Tale cancellazione e reintroduzione su un personaggio minore nell'universo DC è solitamente dovuta alla cancellazione per la reinvenzione del personaggio durante una delle trame di "Crisi" che rimodellano il multi-verso DCU, ad es. Crisi sulle Terre Infinite e Crisi Infinita.

## Poteri e abilità
Klarion, nonostante la giovane età, è uno stregone molto potente.
Ha una pletora di conoscenza di varie magie e incantesimi, che gli offrono abilità quasi illimitate come la capacità di trasformarsi, viaggiare in altre dimensioni, proiezione di energia, telecinesi, ecc. Gran parte di questi poteri sono legati al suo gatto, Teekl, con cui ha un legame psichico ed è in grado di eseguire magie fintanto che Teekl è intatto, il quale mostra alcuni poteri magici propri. Klarion spesso rafforza la magia naturale di Teekl con la sua per ridurre la possibilità che se stesso svanisca o per dare loro un vantaggio in combattimento (ad esempio trasformando il suo corpo in una forma umanoide più feroce).
Nonostante il suo grande potere, Klarion è ancora un giovane adolescente che spesso si comporta come tale; agendo in modo imprevedibile e immaturo quando le situazioni non si risolvono a suo favore, anche scatenandosi in collera.
Dato che Teekl è il suo famiglio, Klarion ha bisogno che rimanga ancorata al regno della Terra. Sebbene sia un abile lanciatore di incantesimi, incantatori più esperti come Sebastian Faust lo hanno sconfitto in battaglia.

## Altri media
Klarion appare nelle seguenti serie animate:
- Batman - Cavaliere della notte, nell'episodio The Demon Within.
- Cartoon Monsoon come avversario di Zatanna.
- Nell'episodio Revenant della serie Batman of the Future un attempato Bruce Wayne afferma di credere nel sovrannaturale a causa di incontri con qualunque cosa, da zombi a "ragazzi stregoni".
- Young Justice, nell'episodio Denial.